# Amir Teljigović
Amir Teljigović (Sarajevo, 17 agosto 1968) è un ex calciatore bosniaco, di ruolo centrocampista.